# Sent Cric de la Teulada
Sent Cric de Shalòssa (en francès Saint-Cricq-Chalosse) és un municipi francès situat al departament de les Landes i a la regió de la Nova Aquitània.

## Demografia
| 1962                                       | 1968 | 1975 | 1982 | 1990 | 1999 | 2007 |
| ------------------------------------------ | ---- | ---- | ---- | ---- | ---- | ---- |
| 543                                        | 576  | 574  | 568  | 585  | 559  | 613  |
| Des de 1962: població sense dobles comptes |      |      |      |      |      |      |

## Administració
| Període   | Identitat      | Partit |
| --------- | -------------- | ------ |
| 2001-2008 | Alain Dulau    |        |
| 2008-     | Antoine Garcia | PS     |